# صوفي كاور
صوفي كاور (بالإنجليزية: Sophie Kauer)‏ هي عازفة تشيلو وممثلة بريطانية وألمانية. ولدت في سبتمبر 2001 في لندن، المملكة المتحدة. ظهرت لأول مرة على الشاشة في فيلم تار لعام 2022، حيث لعبت دور البطولة بجانب كيت بلانشيت.

## روابط خارجية
- صوفي كاور على موقع IMDb (الإنجليزية)
- صوفي كاور على موقع ألو سيني (الفرنسية)
- صوفي كاور على موقع ميوزك برينز (الإنجليزية)
- صوفي كاور على موقع قاعدة بيانات الفيلم (الإنجليزية)